# Carl Haglund

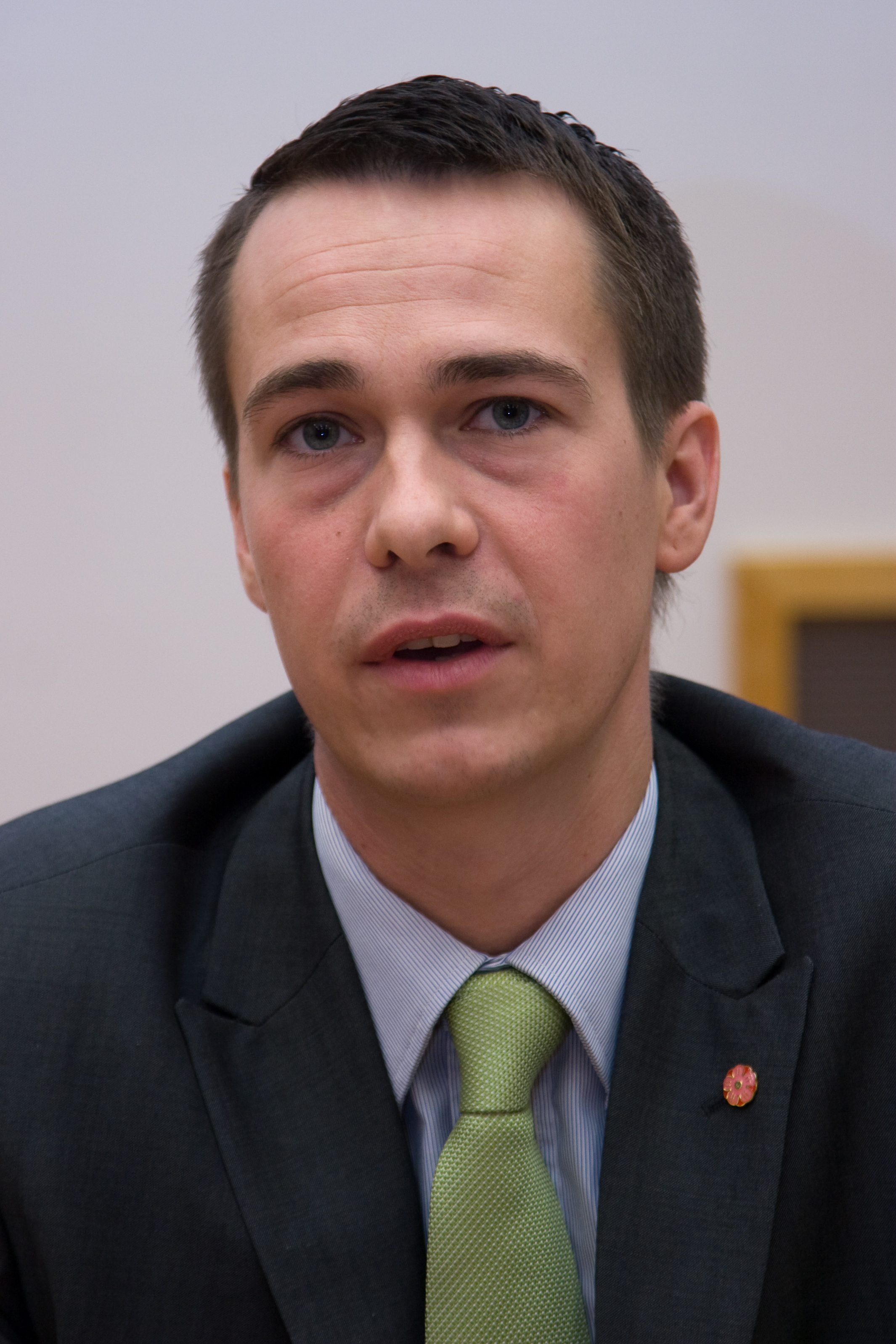
Carl Christoffer Haglund (2009)

Carl Christoffer Haglund (* 29. März 1979 in Espoo) ist ein finnlandschwedischer Politiker der Schwedischen Volkspartei (sfp) und war von 2012 bis 2015 finnischer Verteidigungsminister.
Haglund erlangte am Mattlidens Gymnasium die Hochschulreife, studierte an der Schwedischen Handelshochschule in Helsinki und schloss als Magister der Wirtschaftswissenschaft ab. Er war von 2001 bis 2005 Generalsekretär der sfp-Jugendorganisation Svensk Ungdom. Anschließend gründete er die finnlandschwedische Gratiszeitung Papper und leitete sie bis 2007. Dann kehrte er als Mitarbeiter der sfp-Minister Astrid Thors und Stefan Wallin in die Politik zurück. 2008 stieg er zu Wallins Staatssekretär im finnischen Kulturministerium auf.
Haglund durchlief bei der sfp Orts-, Kreis- und Landesvorstände. Er war Mitglied im Stadtrat von Espoo. Von 2009 bis 2012 gehörte er dem Europäischen Parlament an. Für ihn rückt Nils Torvalds nach.
Am 10. Juni 2012 wurde Haglund als Nachfolger von Stefan Wallin zum Parteivorsitzenden der sfp gewählt. Kurz danach ersetzte er am 5. Juli 2012 Wallin auch als Verteidigungsminister im Kabinett Katainen. Nach der Parlamentswahl am 19. April 2015 wurde seine Partei nicht mehr an der Regierungsbildung beteiligt; er wurde am 29. Mai 2015 als Verteidigungsminister von Jussi Niinistö (Wahre Finnen) abgelöst (Kabinett Sipilä). Das Amt des Parteivorsitzenden der sfp hatte er bis 2016 inne.
Carl Haglund ist verheiratet und hat zwei Kinder.